# Jean Frankfurter

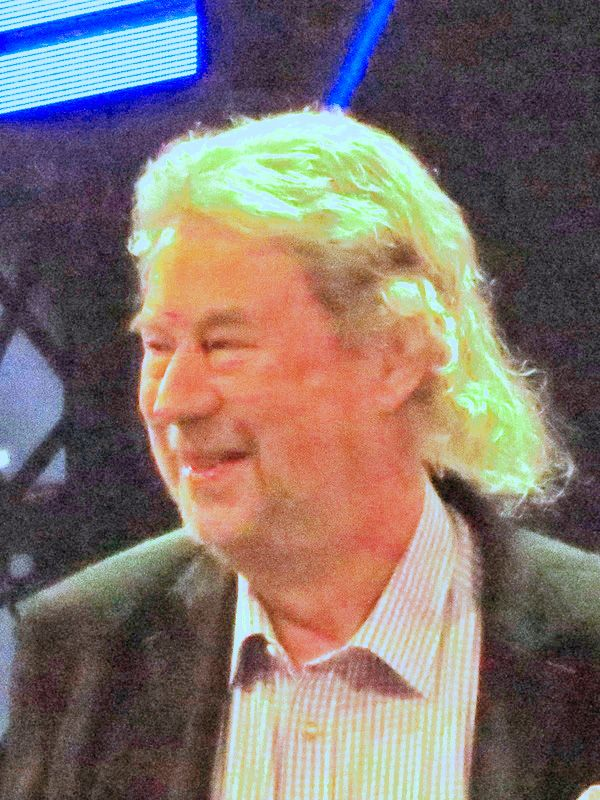
Jean Frankfurter (2018)

Jean Frankfurter (* 9. März 1948 in Frankfurt am Main als Erich Ließmann) ist ein deutscher Komponist und Produzent.

## Leben
Erich Ließmann studierte Musik und Germanistik an der Hochschule in Frankfurt am Main. Während dieser Zeit spielte er in verschiedenen Rhythm-’n’-Blues-Bands. Die bekanntesten waren die Frankfurter Gruppen The Raves und The Soul Set. Ab den 1970er Jahren arbeitete er unter dem Pseudonym Jean Frankfurter (vorher auch Ben Juris; unter diesem Pseudonym schrieb Ließmann den deutschen Text für Danyel Gérards Butterfly).
Frankfurter gilt als einer der profiliertesten Komponisten im Bereich des deutschsprachigen Schlagers und der volkstümlichen Musik, feierte aber auch mit internationalen Produktionen Erfolge (u. a. Arabesque, über sechs Millionen verkaufte Tonträger). Mitte der 1990er Jahre wurde es ruhiger um Jean Frankfurter, bevor er 2005 als Produzent von Helene Fischer ein großes Comeback feierte.
Frankfurter lebt in Schloßborn im Hochtaunus, hier betreibt er auch sein Tonstudio. Er ist verheiratet und hat zwei Söhne. Seine Frau Ursula leitet den Musikverlag Franky Boy, über den die Titel Jean Frankfurters vertrieben werden.

## Diskografie

### Kompilationen
- 2008: Meine Lieder streicheln dich – Das Beste von Jean Frankfurter (3 CDs, 60 Titel, mit Grußworten der Künstler und Biographie im Begleitheft. Sony Music)
- 2014: Von Butterfly bis Fehlerfrei – Best of Jean Frankfurter (2 CDs, 40 Titel. Sonocord)

### Autorenbeteiligungen und Produktionen
Frankfurter schrieb seine Songs bis 2011 größtenteils mit der Textdichterin Irma Holder, heute arbeitet er hauptsächlich mit Kristina Bach, Joachim Horn-Bernges und Tobias Reitz. Letzteren entdeckte er auch und gab ihm seine ersten Aufträge im Musikbusiness. Aber auch mit anderen Textautoren und Songschreibern wie Erich Offierowski († 2019), Bernd Meinunger, Günther Behrle, John Möring († 2017) und Robert Jung arbeitete er erfolgreich. Charakteristisch für Frankfurters Arbeitsweise ist die Entdeckung neuer Künstler, für die er ganzheitliche Konzepte erarbeitet und als alleiniger Produzent verantwortlich zeichnet. Auf diese Weise machte er Helene Fischer zu einer der erfolgreichsten deutschen Schlagersängerinnen (das Album Farbenspiel ist das meistverkaufte des Jahres 2013 und 2014 in Deutschland), ermöglichte aber auch Stars wie Patrick Lindner, Stefanie Hertel, Michelle, André Stade, Anita & Alexandra Hofmann und Oliver Thomas erfolgreiche Karrieren. Langjährige Zusammenarbeiten hatte er auch mit den Kastelruther Spatzen (Eine weiße Rose), Andy Borg (Ich brauch' dich jeden Tag), Marianne & Michael (Wann fangt denn endlich d' Musi an), Ireen Sheer (Feuer), Die Paldauer (Der erste Tag nach der Ewigkeit), Die Flippers (Komm auf meine Insel), Costa Cordalis (Es stieg ein Engel vom Olymp), Nicole (Flieg nicht so hoch, mein kleiner Freund), Fernando Express (Capitano), Albin Berger (Jeanny I Love You) und anderen.
Mit dem Titel Feuer von Ireen Sheer belegte er den sechsten Platz beim Eurovision Song Contest 1978. Beim Grand Prix der Volksmusik belegte er mit Stefanie Hertels Titel Über jedes Bacherl geht a Brückerl 1992 den ersten Platz und landete dort außerdem zahlreiche zweite Plätze.
Frankfurter komponierte auch für Fernsehsendungen, z. B. den von Albin Berger gesungenen Titel Glück und Tränen am Wörthersee aus Ein Schloß am Wörthersee (ORF, RTL 1990–1992) sowie für den Bezahlfernsehen-Sender Gute Laune TV.
Jean Frankfurter als Autor (A) und Produzent (P) in den Charts

| Jahr | Titel Interpretation                                             | Höchstplatzierung, Gesamtwochen/‑monate, AuszeichnungChartplatzierungen (Jahr, Titel, Interpretation, Platzierungen, Wochen/Monate, Auszeichnungen, Anmerkungen) | Höchstplatzierung, Gesamtwochen/‑monate, AuszeichnungChartplatzierungen (Jahr, Titel, Interpretation, Platzierungen, Wochen/Monate, Auszeichnungen, Anmerkungen) | Höchstplatzierung, Gesamtwochen/‑monate, AuszeichnungChartplatzierungen (Jahr, Titel, Interpretation, Platzierungen, Wochen/Monate, Auszeichnungen, Anmerkungen) | Anmerkungen                                                              |
| Jahr | Titel Interpretation                                             | DE | AT | CH | Anmerkungen                                                              |
| ---- | ---------------------------------------------------------------- | --- | --- | --- | ------------------------------------------------------------------------ |
| 1965 | Tränen in den Augen P Costa Cordalis                             | DE32 (1 Mt.)DE | — | — | Erstveröffentlichung: August 1965                                        |
| 1971 | Butterfly A Danyel Gérard                                        | DE1 Gold · (39 Wo.)DE | AT1 (1 Mt.)AT | CH1 (16 Wo.)CH | Erstveröffentlichung: Februar 1971 Verkäufe: + 2.000.000                 |
| 1971 | Und die Sonne ist heiß P Costa Cordalis                          | DE28 (7 Wo.)DE | — | — | Erstveröffentlichung: Juli 1971                                          |
| 1972 | Mädchen, wenn du einsam bist A Bata Illic                        | DE33 (4 Wo.)DE | — | — | Erstveröffentlichung: Februar 1972                                       |
| 1972 | Harlekin A Danyel Gérard                                         | DE12 (16 Wo.)DE | — | — | Erstveröffentlichung: Februar 1972                                       |
| 1972 | Michaela A Bata Illic                                            | DE1 (30 Wo.)DE | — | CH3 (14 Wo.)CH | Erstveröffentlichung: Mai 1972                                           |
| 1972 | Dunja A Rex Gildo                                                | DE43 (2 Wo.)DE | — | — | Erstveröffentlichung: August 1972                                        |
| 1972 | Meine Stadt (Von Japan nach Amerika) A Danyel Gérard             | DE26 (5 Wo.)DE | — | — | Erstveröffentlichung: September 1972                                     |
| 1972 | Das macht die Liebe allein A Adam & Eve                          | DE29 (12 Wo.)DE | — | — | Erstveröffentlichung: Oktober 1972                                       |
| 1973 | Dann kommt der Sonnenschein A Adam & Eve                         | DE34 (4 Wo.)DE | — | — | Erstveröffentlichung: April 1973                                         |
| 1973 | Bella Italia A Imca Marina                                       | DE43 (3 Wo.)DE | — | — | Erstveröffentlichung: Juli 1973                                          |
| 1973 | Carolina, komm P Costa Cordalis                                  | DE17 (24 Wo.)DE | — | — | Erstveröffentlichung: Oktober 1973                                       |
| 1974 | Steig’ in das Boot heute Nacht, Anna Lena A, P Costa Cordalis    | DE15 (22 Wo.)DE | — | — | Erstveröffentlichung: April 1974                                         |
| 1974 | Was hast Du am Sonntag allein gemacht A, P Die Flippers          | — | AT14 (5½ Mt.)AT | — | Erstveröffentlichung: Juni 1974                                          |
| 1974 | In Manuels Taverne A Adam & Eve                                  | DE45 (2 Wo.)DE | — | — | Erstveröffentlichung: Juli 1974                                          |
| 1974 | Addio, mein Napoli A Paola                                       | DE39 (6 Wo.)DE | — | — | Erstveröffentlichung: Juli 1974                                          |
| 1974 | Komm auf meine Insel A, P Die Flippers                           | — | AT11 (2 Mt.)AT | — | Erstveröffentlichung: August 1974                                        |
| 1974 | Rosemarie A, P Die Flippers                                      | DE41 (3 Wo.)DE | AT18 (1 Mt.)AT | — | Erstveröffentlichung: Oktober 1974                                       |
| 1974 | Santa Marina del Mare, adieu P Costa Cordalis                    | DE30 (6 Wo.)DE | — | — | Erstveröffentlichung: November 1974                                      |
| 1975 | Ein Stern geht auf A Adam & Eve                                  | DE44 (1 Wo.)DE | — | — | Erstveröffentlichung: Januar 1975                                        |
| 1975 | Luana A, P Die Flippers                                          | DE56 (1 Wo.)DE | — | — | Erstveröffentlichung: März 1975                                          |
| 1975 | Es stieg ein Engel vom Olymp A, P Costa Cordalis                 | DE19 (18 Wo.)DE | — | — | Erstveröffentlichung: Mai 1975                                           |
| 1975 | Shangri-La P Costa Cordalis                                      | DE27 (20 Wo.)DE | — | — | Erstveröffentlichung: November 1975                                      |
| 1976 | Die Blumen der Nacht P Costa Cordalis                            | DE32 (10 Wo.)DE | — | — | Erstveröffentlichung: Mai 1976                                           |
| 1976 | Anita A, P Costa Cordalis                                        | DE3 (25 Wo.)DE | AT4 (7 Mt.)AT | CH1 (17 Wo.)CH | Erstveröffentlichung: November 1976                                      |
| 1977 | Die süßen Trauben hängen hoch A Costa Cordalis                   | DE19 (14 Wo.)DE | — | — | Erstveröffentlichung: Juni 1977                                          |
| 1978 | Feuer A, P Ireen Sheer                                           | DE39 (5 Wo.)DE | — | — | Erstveröffentlichung: März 1978                                          |
| 1980 | Take Me Don’t Break Me A Arabesque                               | DE40 (13 Wo.)DE | — | — | Erstveröffentlichung: Oktober 1980                                       |
| 1981 | Marigot Bay A Arabesque                                          | DE8 (22 Wo.)DE | AT17 (1 Mt.)AT | — | Erstveröffentlichung: 26. Januar 1981                                    |
| 1981 | In for a Penny A Arabesque                                       | DE25 (10 Wo.)DE | — | — | Erstveröffentlichung: 21. Mai 1981                                       |
| 1981 | Flieg nicht so hoch, mein kleiner Freund A Nicole                | DE2 (22 Wo.)DE | AT18 (½ Mt.)AT | CH5 (6 Wo.)CH | Erstveröffentlichung: Juni 1981                                          |
| 1981 | Indio Boy A Arabesque                                            | DE75 (2 Wo.)DE | — | — | Erstveröffentlichung: 21. August 1981                                    |
| 1981 | Der alte Mann und das Meer A Nicole                              | DE41 (9 Wo.)DE | — | — | Erstveröffentlichung: Dezember 1981                                      |
| 1982 | Tall Story Teller A Arabesque                                    | DE56 (5 Wo.)DE | — | — | Erstveröffentlichung: 21. März 1982                                      |
| 1988 | Mama Domenica A Andy Borg                                        | — | AT24 (1½ Mt.)AT | — | Erstveröffentlichung: Januar 1988                                        |
| 1988 | Ich brauch’ dich jeden Tag A Andy Borg                           | — | AT30 (½ Mt.)AT | — | Erstveröffentlichung: April 1988                                         |
| 1988 | Atemlos (Die Nacht, als die Erde Feuer fing) A Claudia Jung      | — | AT30 (1 Mt.)AT | — | Erstveröffentlichung: Juni 1988                                          |
| 1989 | Stumme Signale A Claudia Jung                                    | DE54 (19 Wo.)DE | — | — | Erstveröffentlichung: August 1989                                        |
| 1990 | Fang mich auf (Und wenn es wirklich Engel gibt) A Claudia Jung   | DE60 (11 Wo.)DE | — | — | Erstveröffentlichung: August 1990                                        |
| 1991 | Antonio A, P Kristina Bach                                       | DE53 (10 Wo.)DE | — | — | Erstveröffentlichung: Mai 1991                                           |
| 1991 | Schmetterlinge A Claudia Jung                                    | DE65 (5 Wo.)DE | — | — | Erstveröffentlichung: Juli 1991                                          |
| 1991 | Ich hätt’ dich sowieso geküsst A, P Patrick Lindner              | DE58 (7 Wo.)DE | — | — | Erstveröffentlichung: August 1991                                        |
| 1992 | Caballero Caballero A, P Kristina Bach                           | DE57 (7 Wo.)DE | — | — | Erstveröffentlichung: April 1992                                         |
| 1992 | Eine weiße Rose A Kastelruther Spatzen                           | — | AT28 (2 Wo.)AT | — | Erstveröffentlichung: Juli 1992                                          |
| 1992 | Und heut’ Nacht will ich tanzen A, P Michelle                    | DE70 (6 Wo.)DE | — | — | Erstveröffentlichung: September 1992                                     |
| 1993 | Er schenkte mir den Eiffelturm A, P Kristina Bach                | DE57 (10 Wo.)DE | — | — | Erstveröffentlichung: März 1993                                          |
| 1993 | Canzone di luna A, P Fernando Express                            | DE73 (2 Wo.)DE | — | — | Erstveröffentlichung: März 1993                                          |
| 1993 | Prinz Eisenherz A, P Michelle                                    | DE94 (1 Wo.)DE | — | — | Erstveröffentlichung: 10. Mai 1993                                       |
| 1993 | Ich will nicht länger dein Geheimnis sein A, P Kristina Bach     | DE64 (1 Wo.)DE | — | — | Erstveröffentlichung: Juli 1993                                          |
| 1993 | Erste Sehnsucht A, P Michelle                                    | DE85 (3 Wo.)DE | — | — | Erstveröffentlichung: 11. Oktober 1993                                   |
| 1994 | Tango mit Fernando A, P Kristina Bach                            | DE66 (9 Wo.)DE | — | — | Erstveröffentlichung: 1. März 1994                                       |
| 1994 | Capitano A Fernando Express                                      | DE96 (2 Wo.)DE | — | — | Erstveröffentlichung: April 1994                                         |
| 1994 | Avanti Avanti A, P Kristina Bach                                 | DE93 (3 Wo.)DE | — | — | Erstveröffentlichung: 1. Juli 1994                                       |
| 1994 | Silbermond und Sternenfeuer A, P Michelle                        | DE77 (5 Wo.)DE | — | — | Erstveröffentlichung: 21. August 1994                                    |
| 1995 | Kopfüber in die Nacht A, P Michelle                              | DE100 (1 Wo.)DE | — | — | Erstveröffentlichung: 6. November 1995                                   |
| 1997 | Wie Flammen im Wind A, P Michelle                                | DE88 (5 Wo.)DE | — | — | Erstveröffentlichung: 28. Februar 1997                                   |
| 2006 | Und morgen früh küss ich dich wach A, P Helene Fischer           | DE83 Gold · (1 Wo.)DE | — | CH61 (1 Wo.)CH | Erstveröffentlichung: Juli 2006 (Promo-Single) Verkäufe: + 150.000       |
| 2007 | Mitten im Paradies A, P Helene Fischer                           | DE79 (3 Wo.)DE | — | — | Erstveröffentlichung: 18. Mai 2007                                       |
| 2008 | Lass mich in dein Leben A, P Helene Fischer                      | DE38 (9 Wo.)DE | — | — | Erstveröffentlichung: 30. Mai 2008                                       |
| 2009 | Ich will immer wieder … dieses Fieber spür’n A, P Helene Fischer | DE30 Platin · (44 Wo.)DE | AT29 Platin · (33 Wo.)AT | CH55 (2 Wo.)CH | Erstveröffentlichung: 4. September 2009 Verkäufe: + 630.000              |
| 2011 | Phänomen A, P Helene Fischer                                     | DE49 Gold · (12 Wo.)DE | — | CH71 (1 Wo.)CH | Erstveröffentlichung: 7. Oktober 2011 Verkäufe: + 150.000                |
| 2012 | Die Hölle morgen früh A, P Helene Fischer                        | DE68 Gold · (7 Wo.)DE | AT74 Gold · (1 Wo.)AT | — | Erstveröffentlichung: 18. Mai 2012 Verkäufe: + 165.000                   |
| 2013 | Die Biene Maja P Helene Fischer                                  | DE78 (1 Wo.)DE | — | — | Erstveröffentlichung: 29. März 2013                                      |
| 2013 | Fehlerfrei A, P Helene Fischer                                   | DE20 Gold · (26 Wo.)DE | AT24 Gold · (15 Wo.)AT | CH41 (2 Wo.)CH | Erstveröffentlichung: 20. September 2013 Verkäufe: + 165.000             |
| 2013 | Atemlos durch die Nacht P Helene Fischer                         | DE3 Diamant · (… Wo.)DE | AT1 ×4Vierfachplatin · (98 Wo.)AT | CH2 Platin · (80 Wo.)CH | Erstveröffentlichung: 29. November 2013 Verkäufe: + 1.150.000            |
| 2014 | Stumme Signale A Julia Buchner                                   | — | AT44 (1 Wo.)AT | — | Erstveröffentlichung: 24. Januar 2014                                    |
| 2014 | Marathon A, P Helene Fischer                                     | DE27 (6 Wo.)DE | AT16 (3 Wo.)AT | — | Erstveröffentlichung: 6. Juni 2014                                       |
| 2015 | Mit keinem andern A, P Helene Fischer                            | DE72 Gold · (1 Wo.)DE | AT55 (1 Wo.)AT | — | Erstveröffentlichung: 3. Februar 2015 (Promo-Single) Verkäufe: + 200.000 |

grau schraffiert: keine Chartdaten aus diesem Jahr verfügbar

## Auszeichnungen

### Preise
- Deutsche Schlager-Festspiele
  - 1994: Silberne Muse mit Silbermond und Sternenfeuer (Michelle, Text: Kristina Bach)
  - 1997: Goldene und Bronzene Muse mit Wie Flammen im Wind (Michelle, Text: Irma Holder) und Weil du so bist, wie du bist (André Stade, Text: Irma Holder)
  - 1998: Bronzene Muse mit Weil ich wahnsinnig bin (André Stade, Text: Frankfurter/Stade)

- Echo Pop
  - 2014: in der Kategorie Produzent national

- Grand Prix der Volksmusik
  - 1992: Internationaler Sieg mit Über jedes Bacherl geht a Brückerl (Stefanie Hertel, Text: Irma Holder)

- Krone der Volksmusik
  - 1998: in der Kategorie Erfolgreichste Autoren 1997 (mit Irma Holder)

- smago! Award
  - 2013: in der Kategorie Erfolgreichster Schlager-Komponist und -Produzent aller Zeiten / Erfolgreichstes Album des Jahres (Farbenspiel, Helene Fischer)
  - 2016: in der Kategorie Erfolgreichster Produzent der Gegenwart

### Auszeichnungen für Musikverkäufe
| Goldene Schallplatte - Deutschland - 2023: für die Promo-Single Unser Tag |

Anmerkung: Auszeichnungen in Ländern aus den Charttabellen bzw. Chartboxen sind in ebendiesen zu finden.
| Land/RegionAuszeichnungen für Musikverkäufe (Land/Region, Auszeichnungen, Verkäufe, Quellen) | Gold     | Platin     | Diamant  | Verkäufe  | Quellen                           |
| -------------------------------------------------------------------------------------------- | -------- | ---------- | -------- | --------- | --------------------------------- |
| Deutschland (BVMI)                                                                           | 7× Gold7 | Platin1    | Diamant1 | 4.550.000 | musikindustrie.de Einzelnachweise |
| Österreich (IFPI)                                                                            | 2× Gold2 | 5× Platin5 | —        | 180.000   | ifpi.at                           |
| Schweiz (IFPI)                                                                               | —        | Platin1    | —        | 30.000    | hitparade.ch                      |
| Insgesamt                                                                                    | 8× Gold8 | 7× Platin7 | Diamant1 |           |                                   |